# Johan Willem Alexander Gommers
Johan Willem Alexander Gommers (Rijsbergen, 21 mei 1871 – Breda, 26 september 1944) was een Nederlands burgemeester. Hij was van 1901 tot 1909 burgemeester van Halsteren en van 1909 tot 1920 burgemeester van Zevenbergen. Op 15 februari van dat jaar krijgt hij eervol ontslag aan.
Naast zijn burgemeesterschap was hij ook amateur-geschiedkundige. Hij schreef onder andere een folkloristische kalender van West-Brabant en in 1909 publiceerde hij een geschiedenis van zijn geboortedorp Rijsbergen.
Johan Willem Alexander Gommers was de zoon van Willem Gommers, burgemeester van Rijsbergen van 1875 tot 1914.